# Eduard Eisenburger
Eduard Eisenburger (* 4. April 1928 in Tărpiu (deutsch Treppen), Königreich Rumänien; † 3. August 1990 in Brașov (deutsch Kronstadt), Rumänien) war rumänischer Politiker, Autor und Chefredakteur verschiedener rumäniendeutscher Zeitschriften in Rumänien.

## Leben
Eduard Eisenburger entstammte der Volksgruppe der Siebenbürger Sachsen und war Mitglied der Rumänischen Nationalversammlung, des Staatsrates, des Zentralkomitees der Rumänischen Kommunistischen Partei und Vorsitzender des Rats der Werktätigen deutscher Nationalität.
Eisenburger war Chefredakteur der Zeitschrift Volkszeitung. In dieser Funktion bezeichnete Eisenburger in einem Bericht vom 11. August 1959 den bei der Volkszeitung tätigen und im gleichen Jahr im Kronstädter Schriftstellerprozess zu 15 Jahren Zwangsarbeit verurteilten Hans Bergel „ein perfides und feindliches Element“ und einen Journalisten, der „unparteiliche Positionen“ vertrat und „gelegentlich nationalistische Ideen einschleuste“. Nach der Auflösung des Blattes gründete Eisenburger mit der Redaktion der Volkszeitung am 1. März 1968 die Karpatenrundschau.

## Veröffentlichungen
- Wegzeichen der Heimat. Bilder, Berichte, Zeitdokumente über die Rumäniendeutschen. Editura Dacia, Cluj, 1974
- Sächsisch-schwäbische Chronik. Beiträge zur Geschichte der Heimat (rumänisch Cronică săsească-șvăbească. Contribuții la istoria patriei. Hrsg. von Michael Kroner). Editura Kriterion, Bukarest, 1976
- Heimatbilder. Bekanntes und weniger Bekanntes über die Rumäniendeutschen. Editura Dacia, Cluj-Napoca, 1976
- Die Zeit in der Zeitung. Beiträge zur rumäniendeutschen politischen Publizistik (rumänisch Vremea în ziar. Contribuții la publicistica germanilor din România). Hrsg. von Eduard Eisenburger und Michael Kroner. Editura Dacia, Cluj, 1977
- Egalitate reală – participare activă (deutsch Reale Gleichheit – Aktive Teilnahme). Editura Politică, Bukarest, 1978
- Sie erkannten die Zeichen der Zeit. Rumäniendeutsche politische Zeit- und Lebensbilder aus 2 Jahrhunderten (rumänisch Au recunoscut semnele timpului. Imagini de viață ale germanilor din România.) Editura Dacia, Cluj, 1979
- Rudolf Brandsch. Zeit- und Lebensbild eines Siebenbürger Sachsen (rumänisch Rudolf Brandsch. Biografia unui sas transilvănean). Editura Dacia, Cluj, 1983